# 郁风
郁風（1916年7月25日—2007年4月15日），女，原籍浙江富阳，生于北京，中国散文家、画家，曾任中国美术家协会书记处书记、常务理事。其父郁华是中国法官，也是郁達夫兄長。其夫黄苗子是画家。

## 生平
郁早年因受到叔父郁达夫的影响而投身艺术界。先在北平艺术专科学校学习油画，后考入中央大学，就读于徐悲鸿和潘玉良门下。
1930-40年代，先后在上海、香港、桂林、成都、重庆从事抗日救亡文艺工作。曾任《星岛日报》及《华商报》编辑、《耕耘》杂志主编、《新民报》副刊编辑。
1950年代后在中国美术家协会、中国美术馆、中央文史研究馆工作。文革期间受到迫害，被关押在秦城监狱。
2007年4月15日零時48分因淋巴癌擴散在北京協和醫院去世。

## 著作
散文集《我的故乡》、《急转的陀螺》、《时间的切片》、《陌上花》、《美比历史更真实》、《画中游》等。

## 外部連結
- 悼念郁風先生 （页面存档备份，存于）專題，人民網